# Ujazd (powiat gnieźnieński)
Ujazd – wieś w Polsce położona w województwie wielkopolskim, w powiecie gnieźnieńskim, w gminie Kiszkowo.
Wieś duchowna, własność Klasztoru Bożogrobców w Gnieźnie pod koniec XVI wieku leżała w powiecie gnieźnieńskim województwa kaliskiego. W latach 1975–1998 miejscowość należała administracyjnie do województwa poznańskiego.